# 단자론

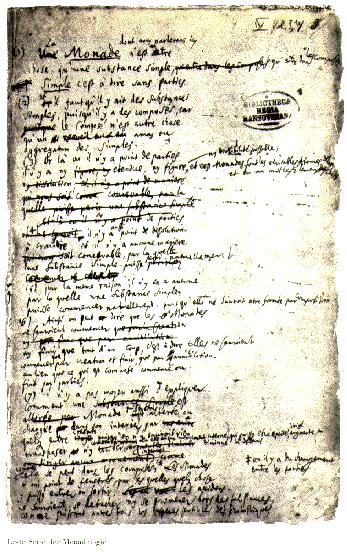
《단자론》

《단자론》(單子論, 라틴어: La Monadologie, 1714)은 고트프리트 빌헬름 라이프니츠의 저작이다. 《단자론》은 《이성에 근거한 자연과 은총의 원리》와 더불어 라이프니츠의 후기 철학을 담은 작품이자 변신론을 이루는 글이다. 오이겐 왕자와 르몽의 부탁으로 쓰게 되었으나 파리에서 체류하던 때에 다른 학자들과의 학문적인 교류를 남기는 글이기도 했다. 이 글은 90개의 문단으로 이루어져 있다. 라이프니츠는 모든 존재의 단순 실체인 단자 개념을 기초로 존재론과 인식론 및 신학과 우주론을 서술한다. 칸트와 쇼펜하우어, 니체, 프로이트와 들뢰즈 또한 라이프니츠의 개념인 단자를 분석하였다.

## 내용

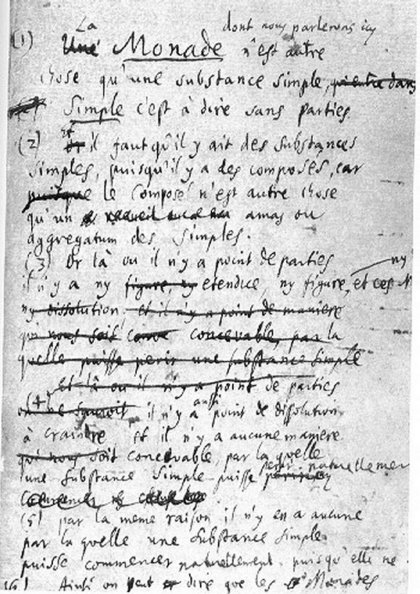
《단자론》의 초고

단자론은 단자에 대한 설명에서 출발하여 신과 세계에 대한 논의로 발전한다.
단자를 존재론적 관점에서 보자면 그것은 우선 부분을 가지지 않는다. 따라서 단자는 단순 실체라고 할 수 있다. 모든 복합체는 이 단자의 집합체에 지나지 않는다. 단자는 공간적 크기가 없으며 연장과 모양을 지니지 않는다. 자연적으로 소멸하거나 탄생하지 않고, 신의 창조에 의해서만 탄생하고 신의 무화에 의해서만 소멸한다. 그러므로 단자는 복합체가 바뀌는 방식으로 바뀌지 않는다고 할 수 있다. 단자는 또한 성질들을 가지며 그래서 단자들은 모두 서로 다르다. 모든 단자들은 스스로의 힘에 따라 끊임없이 변화한다. 단자는 힘뿐 아니라 바뀌어가는 세부사항을 가지며 그 세부사항이라는 것은 여러 겹의 주름으로 이루어져 있다.
단자를 인식론적 관점에서 고찰할 때, 단자는 여럿을 내포하는데 이 일시적인 상태가 지각 작용이다. 한 지각에서 다른 지각으로 나아가게 하는 단자의 힘은 욕동 작용이다. 단자만이 지각할 수 있으며, 지각과 지각의 바뀜만이 단자의 활동이다. 또한 단자에는 많은 주름들이 겹쳐져 있으며, 단자는 완전태이다. 판명한 지각을 가지고 기억하는 단자를 영혼, 의식이라고 한다. 인간은 영혼이다. 그러나 판명하지 않은 지각을 가지고 기억하는 단자도 있다. 지금은 나중을, 지금의 지각은 다음 지각을 품으며, 우리는 언제나 지각하고 있다.
라이프니츠에 따르면 이성과 기억은 차별화될 수 있다. 그것은 이성 진리의 법칙에 따라 가능하다. 이성적인 영혼과 정신은 우리를 동물로부터 구별해준다. ‘반성’은 이성의 중요한 활동이나 내용을 제공하며, 자기의식을 가져다 준다. 우리가 행하는 추론들은 두 근본 원리에 뿌리를 둔다. 하나는 모순율이며, 다른 하나는 충족 이유율이다. 또한 두 종류의 진리가 있다. 즉 추론의 진리와 사실의 진리가 있다. 추론적 진리의 예로는 수학자들이 정리와 규약을 분석에 의해 정의와 공리들로 환원하는 것이다. 마지막으로 단순 관념들이 있는데, 정의를 제시할 수 없는 기본 원리들이 그것이다. 또한 충족 이유는 우발적 진리, 즉 사실의 진리들에서도 발견되어야 한다. 그러므로 충족 이유는 우발성들의 세부 사항의 계기 또는 계열 바깥에 존재하여야 한다. 그리고 그것은 사물들의 궁극 이유가 필연적 실체, 신에게 존재한다는 것을 알려준다.
신은 유일하고 모든 다양성을 포함하는 충족 이유이다. 가능한 존재들은 모두 신 안에 포함되어 있고 따라서 신은 무한하다. 신은 가장 완전하고 경계가 없는 존재이며 다른 단자들은 신보다 덜 완전하다. 신은 다양한 가능성 중에서 현재 존재하는 것들을 충분한 이유로 인해 선택하였다. 여기서 가능세계라는 개념이 나온다. 가능세계란 현재 존재하지는 않으나 신의 다양한 가능성 속에 있었던 세계를 일컫는 말이다. 신이 수많은 가능 세계 속에서 이 세계를 택한 것은 적합성이나 완전성의 정도에 따른 선택이었다. 신은 가장 적합하고 완전한 이 세계를 택했다는 점에서 선한 존재이다. 단자는 각자의 관점에서 우주를 본다. 모든 단자들이 이러하기 때문에 최대한의 다양성과 질서가 생긴다. 신은 모든 단자들의 원인이기에 이 다양성과 질서를 모두 보는 존재로, 위대하다.
모든 것은 연결되어 있으나 단자들은 자신과 결합된 몸을 더 명확하게 표상한다. 단자는 완전성의 정도에 따라 다른 단자에 대해 능동적이거나 수동적이 된다. 이 수동적이거나 능동적인 것은 상대적이다. 단자들은 신을 통해서만 서로 영향을 주고 받을 수 있다. 유기체는 모두 최소의 부분까지도 신적인 기계인데, 각 부분은 무한히 더 작게 나뉜다. 이는 매우 섬세하다. 모든 것은 꽉 차있다. 신체는 단자와 달리 자연적으로 탄생과 죽음을 거친다. 탄생과 죽음은 영혼과 물질의 결합이라 볼 수 있다. 또한 신체는 상처 입을지라도 신체의 단자는 파괴되지 않는다.
정신은 이성을 가진 단자로, 우주의 체계를 인식하고 그것을 모방함으로써 약간의 신성을 가진다. 신성을 가졌다는 점에서 신과 정신은 가까워지며 정신을 가진 인간이 신국을 건립할 수 있게 된다. 정신을 가진 인간만이 신을 숭배하는데, 이는 신이 자신과 비슷한 존재를 창조한 이유라고 볼 수 있다. 신국은 조화로우며 완전한 정부를 이루게 된다.

## 과학적인 지점
단자론은 라이프니츠의 철학적인 저서이지만 과학과 연결되는 지점들이 존재한다. 이는 라이프니츠가 철학뿐만 아니라 수학이나 물리학 등 다방면에 관심과 재능이 있었기 때문이다. 《단자론》에서 DNA, 인터넷, 사이보그, 프랙털, 혼돈, 시공간에 대한 개념과 탄성에 대한 생각을 엿볼 수 있다. 몇 가지는 라이프니츠가 직접 주장한 것이고, 다른 것들은 현대에 들어서 《단자론》의 글이 과학적 개념과 흡사함이 드러난 것이다.

### DNA
개별 단자가 자신의 미래를 품고 있다는 점(§)이나 신체가 상처 입어도 신체의 단자는 파괴되지 않는다는 점(§77)에서 우리는 DNA 개념을 엿볼 수 있다. DNA가 걸릴 수 있는 질병이나 신체, 재능을 포함한다고 밝혀졌기 때문이다. 마치 단자가 자신의 미래를 수많은 주름 속에 품고 있듯이 말이다. DNA와 단자의 이런 운명론적, 결정론적 관점은 자유 의지를 설명할 수 없다는 점 등에서 비판 받기도 한다. 게놈은 개체의 전체 DNA를 가리키는데, §77은 개체의 신체가 없어진 뒤에도 게놈만 있으면 다시 그 개체를 복원할 수 있는 현대 과학의 모습을 보여준다.

### 인터넷
§49과 §51에서는 인터넷의 모습을 살펴볼 수 있다. 신이 개체들을 초월적으로 이어주듯이 인터넷이 오늘날 사람들을 이어주고 있기 때문이다. 인터넷 상에서 사람들을 만날 때 상대와 나는 사실 단절된 상태이다. 단자들이 신을 통해서만 영향을 주고 받을 수 있듯이 우리는 채팅 창이나 게시판의 글, 즉 인터넷을 통해서만 연결된다. 또한 컴퓨터와 인터넷은 그 안에 수많은 폴더와 링크를 가질 수 있다. 이때 폴더와 링크는 무한히 많이 겹쳐져 있는 모습에서 단자의 주름 개념과 유사하다.

### 사이보그
§86은 인간이 기계를 만들고, 점차 그 기계를 인간처럼 만들어가는 모습을 설명할 수 있는 단락이다. 신이 자신과 유사한 존재로 인간을 만들었듯이 인간은 인간 같은 존재로 로봇, 즉 사이보그를 만들고 있다. 점점 더 인간과 유사한 사이보그가 만들어질수록 사이보그는 인간과 대립하게 될 것이다. 사이보그와 인간의 경계도 점점 흐려질 것이다. 신의 존재 여부를 되묻고 신과 대립하는 인간, 유전자 조작 식물이나 복제 인간 등 새로운 생명체를 스스로 만들고자 하는 인간을 떠올릴 수 있는 지점이다.

### 프랙털
§64~§69에서 프랙털을 떠올릴 수 있다. 모든 유기체는 무한히 작은 부분까지 나뉘고 그것들은 모두 신적인 기계이다. 또한 단자는 자신의 관점으로 우주를 표상한다(57). 단자만이 단순 실체라는 점, 또한 단자는 자신 안에 무수히 많은 주름을 가지고 있다는 점을 생각할 때, 단자는 무한히 우주를 표상한다. 즉 하나의 입자는 그 속에 하나의 완전한 우주를 담으며, 그 우주는 또 다시 무수한 입자들로 구성되어 있으며 그 입자에서 다시 작은 우주가 구현된다. 이는 프랙털 구조라 볼 수 있다.

### 혼돈
혼돈은 초기 조건에 민감하게 반응하는 것이다. §1~2에서 알 수 있듯이 단자는 단순 실체이며 모든 복합 실체들은 이 단순 실체들의 집합체이다. 따라서 단순 실체가 조금만 바뀌어서 결합하여도 전혀 다른 복합 실체가 발생할 수 있다. 즉 작은 변화에도 그 결과의 변화는 엄청나다. 또한 복합실체는 무질서하고 불규칙해 보이지만 그것을 분석해 단순 실체로 나열할 경우 질서와 규칙성을 발견할 수 있다.

### 시공간에 대한 개념
뉴턴은 절대공간과 절대시간을 주장하였다. 시간과 공간은 실체의 존재 이전에 이미 존재한다. 그러나 라이프니츠는 실체가 존재하기에 시간과 공간이 발생한다고 보았다. §9와 §32, §53이 절대시간과 절대공간을 부정하는 근거가 된다. 라이프니츠는 모든 일에 근거가 있다고 생각했으며, 신이 이 세계를 선택한 것에도 충분한 이유가 있다고 믿었다. 또한 구별할 수 없는 것은 동일한 것이라고 생각했다. 그는 신은 지혜롭고 선한 존재로(§55) 변덕스럽지 않으므로 똑 같은 것을 두 개나 만들었을 리 없다고 생각했다.
뉴턴과 라이프니츠는 힘에 대한 견해도 서로 달랐다. 뉴턴은 힘을 질량x가속도로 보았고, 힘을 알기 위해 질량, 위치, 시간만이 필요하다고 주장했다. 그러나 라이프니츠는 힘을 에네르기로 보았다. 라이프니츠의 힘에는 능력과 잠재력이 모두 포함된다. 이때 잠재력이란 단자가 가지고 있는 주름(§13, §16)이다.

### 탄성
라이프니츠는 순간적으로 물체의 방향과 속력이 변한다는 것을 인정하지 않았다. 그는 모든 것이 연속된다고 보았다. 모든 물체는 부분으로 이루어져있는데, 복합 실체는 단순 실체들의 집합체이다(§2). 또한 단순 실체인 단자는 그 안에 무한한 주름을 가지고 있다(§13, §16). 따라서 두 물체가 부딪칠 경우 일그러지는 변화가 발생하고, 그 안의 부분들과 부분들의 무한한 주름들이 영향을 받아 운동이 연속적으로 전해진다. 그러다가 방향이 역전되어 반대로 물체의 원래 모양으로 되돌아가는 운동이 전해진다. 이것을 탄성이라고 보았다.

## 신론
라이프니츠의 《단자론》은 신이 완전하고 필연적이며 선한 존재라고 말한다. §38에 따르면, 사물들의 궁극 이유는 한 필연적인 실체에 있다. 이 자기 원인은 그 본질이 실존을 내포한다. 그러므로 사물들의 최종 원인인 신은 세계의 목적인으로서 실존한다. 신은 단자의 빈위들뿐 아니라 우주의 모든 빈위들을 가능한 모든 방식으로 계열화한다. 신은 유일하고 보편적이며 필연적이다. 신은 빈위들의 무수한 갈래를 조직한다. 우발적인 관계조차 그것은 신에 의한 선택이며 따라서 충족이유를 갖는다. 신은 완벽한 계산에 따라 최선의 세계를 창조한다. 이 최선의 세계에 존재하는 모든 단자들은 자신의 미래를 품고 있으므로 이 세계는 결정론적인 세계이다.

### 가능세계
라이프니츠의 가능 세계론은 현대 기술과 연결할 때 가상 현실(virtual reality)과 연관된다. 라이프니츠에 따르면 빈위들이 현실화되지 않은 채 완전 개념에 들어있는 경우를 잠재성이라 한다. 그것은 실제화되지 않은 현실이다. 신의 지성 속에서는 다양한 세계가 존재할 수 있었으나 신은 충분한 이유로 현 세계를 택했다. 이 때 선택되지 못한, 가능성으로서만 존재하는 나머지 다양한 세계들을 가능세계라 한다.

## 같이 보기
- 아 프리오리와 아 포스테리오리
- 관점주의

## 참고 자료
- G.W. 라이프니츠, 『모나드론 외』, 배선복 옮김, 책세상, 2007.[쪽 번호 필요]
- 조지 맥도널드 로스, 『라이프니츠』, 문창옥 옮김, 2000.[쪽 번호 필요]
- G.W. 라이프니츠, 『라이프니츠와 클라크의 편지』, 배선복 옮김, 철학과 현실사, 2005.[쪽 번호 필요]
- 이정우, 『주름•갈래•울림』, 거름, 2001.[쪽 번호 필요]
- 이정우, 『접힘과 펼쳐짐』, 거름, 2000.[쪽 번호 필요]